# Дія (лампа)

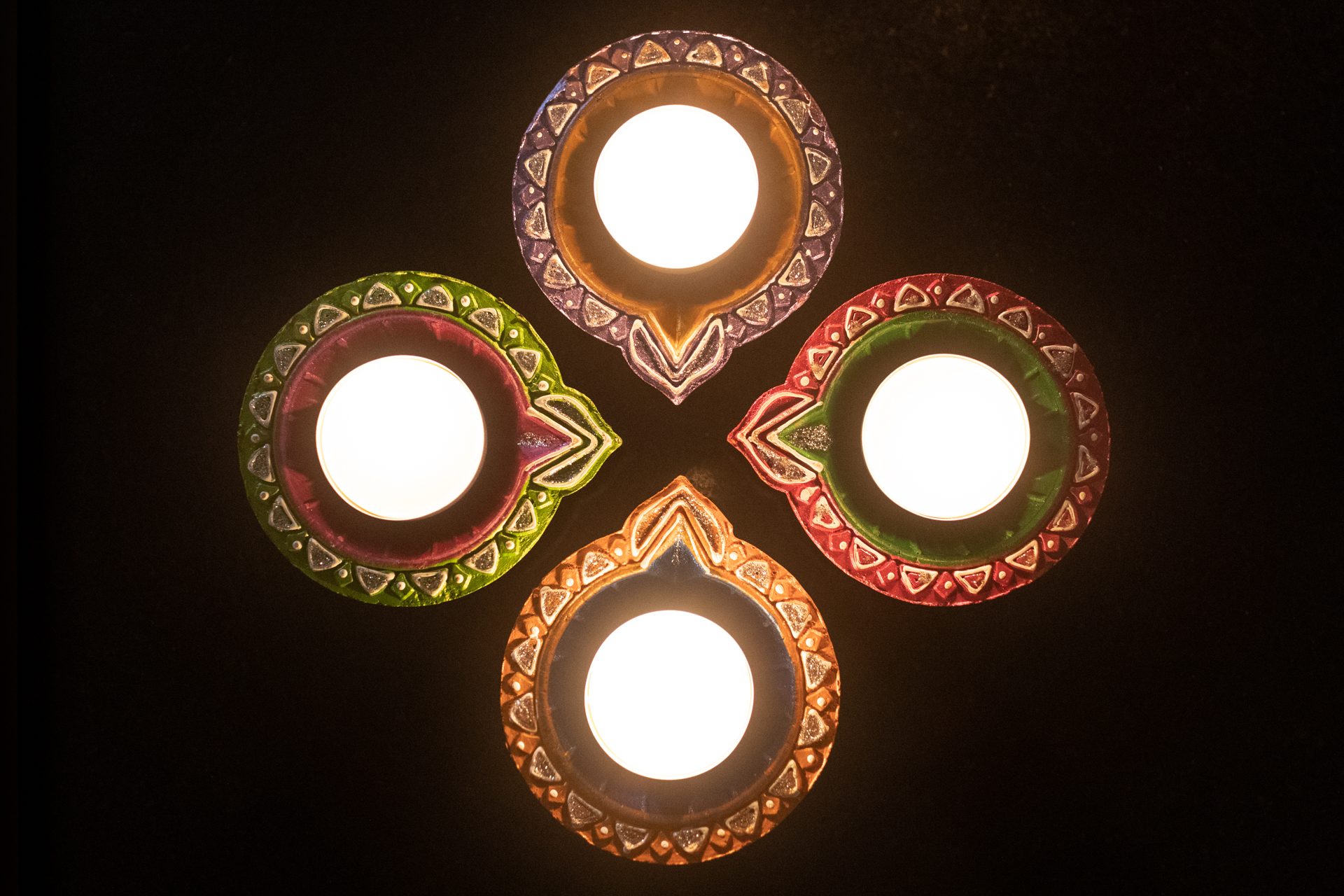
Симетричні дії під час Дівалі

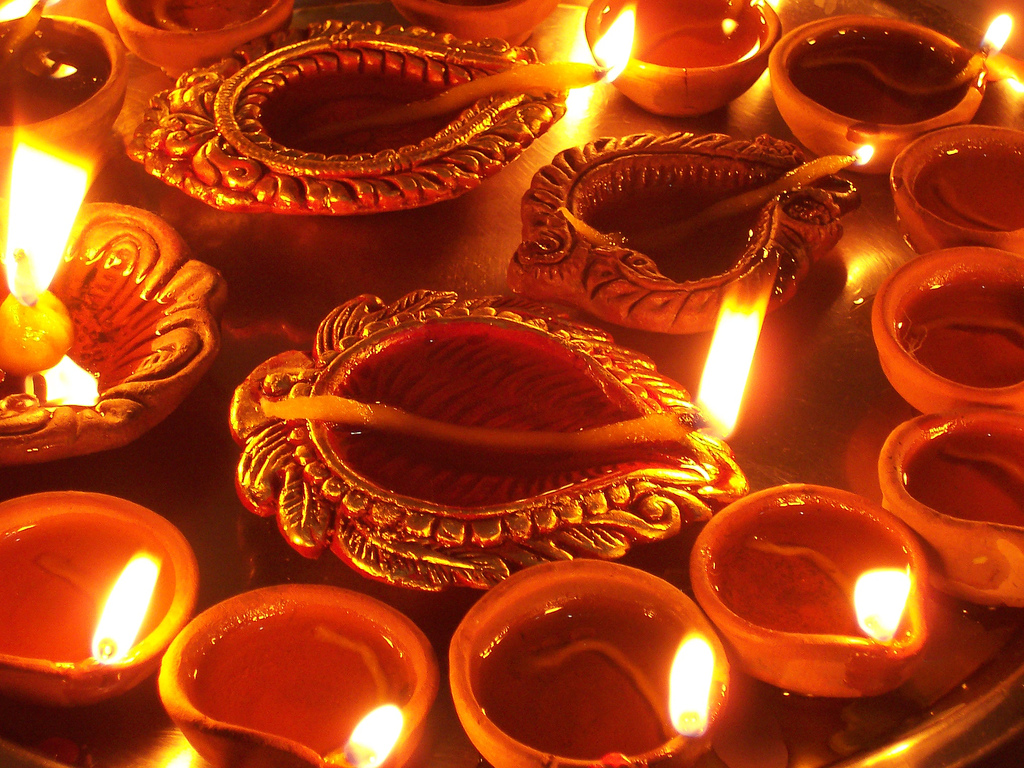
Дія для Дівалі

Дія, діва, діпа, діпам, діпак або саакі (санскр. दीपम्, трансліт. Dīpam) — олійна лампа, зроблена з глини або грязі з бавовняним ґнотом, змоченим в олії чи пряженому маслі. Ці лампи зазвичай використовуються на Індійському субконтиненті, і вони займають священне місце в індуїстських, сикхських, буддистських і джайністських молитвах, а також у релігійних ритуалах, церемоніях і святах, зокрема Дівалі.

## Традиційне використання
Дії символічно запалюють під час молитов, ритуалів і церемоній; вони є традиційними для осель і храмів. Тепле яскраве сяйво, яке випромінює дія, вважається сприятливим і таким, що символізує просвітлення, процвітання, знання і мудрість. Дії представляють тріумф світла над темрявою, добра над злом із найпомітнішим прикладом цього в день Дівалі. Дівалі відзначається щороку, щоб відсвяткувати перемогу добра над злом, описану в індуїстському епосі «Рамаяна». Дівалі знаменує день, коли Рама, Сіта та Лакшмана повернулися додому в Айодх'ю через 14 років вигнання після перемоги над Раваною. За традицією, щоб привітати Раму, Сіту та Лакшману додому, жителі Айодх'ї, як кажуть, освітлювали вулиці діями. Вважається, що в індуїстській іконографії та поклонінні вони асоціюються з Лакшмі.

## Типи

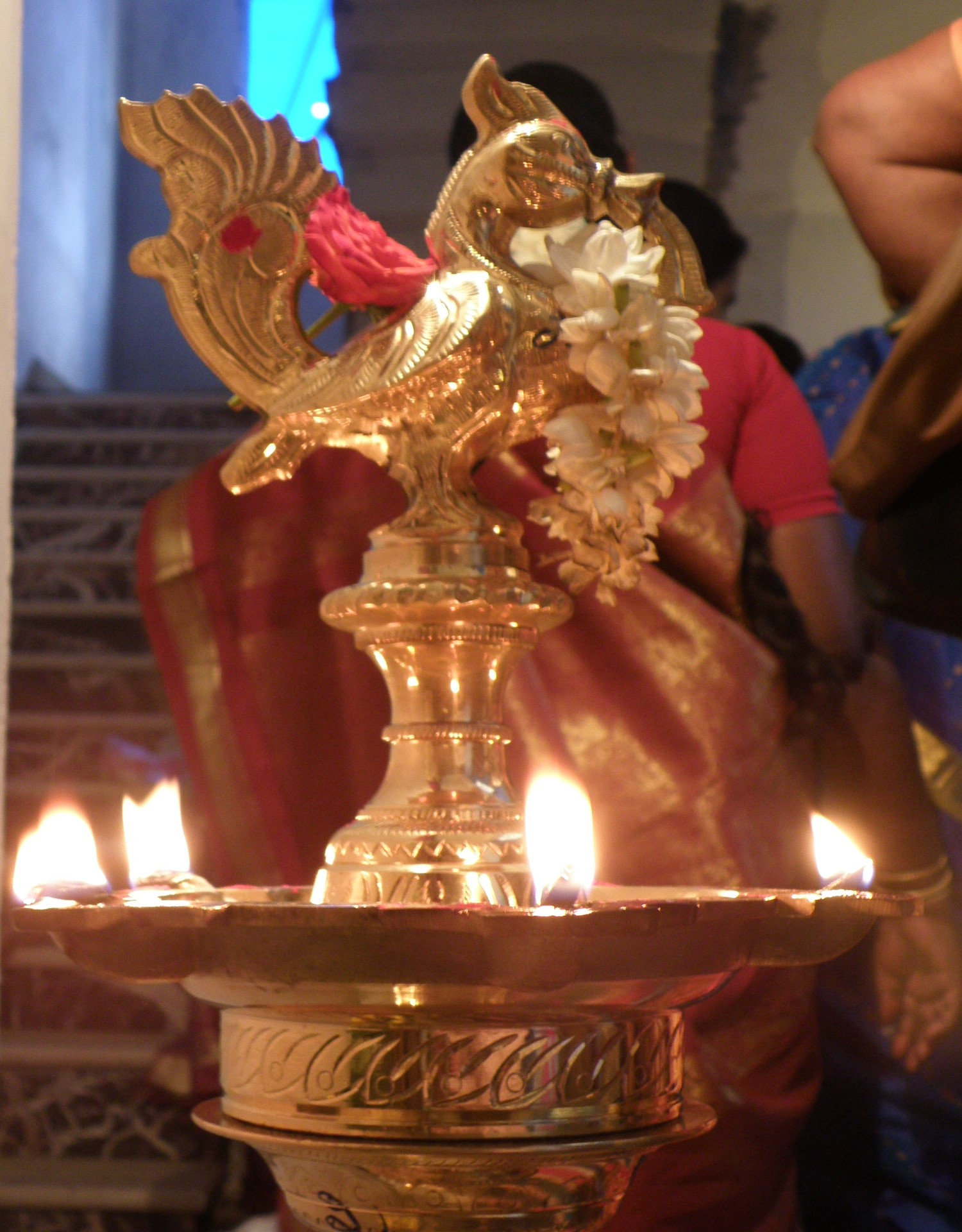
Верхня частина декоративної начіярської лампи аннам

Що стосується вибору матеріалу, найпоширенішими є глиняні лампи, що обпалюються в печі, далі металеві лампи з кількома ґнотами, переважно з латуні, відомі як самай, хоча також використовуються інші матеріали: наприклад, плаваюча лампа патравалі робиться з листя.
З точки зору дизайну ґнота, найчастіше зустрічаються дії з одним ґнотом, часом із двома ґнотами, але також виготовляються інші варіації, наприклад чотири, п'ять або сім ґнотів.
Що стосується загального дизайну ламп, то декоративні лампи мають різні конструкції. Культова начіярська виробляється виключно окремою спільнотою у храмі Начіяр в Тамілнаді.